# Tsoala
Tsoala  es un género monotípico de plantas con flores perteneciente a la subfamilia Goetzeoideae, incluida en la familia de las solanáceas (Solanaceae). Su única especie:  Tsoala tubiflora, es nativa de Madagascar donde se encuentra en los bosques secos de la provincia de Mahajanga.

## Taxonomía
Tsoala tubiflora fue descrita por Bosser & D'Arcy y publicado en Bulletin du Muséum National d'Histoire Naturelle, Section B, Adansonia. Botanique Phytochimie 14(1): 8–10, f. 1(1–3), 2(4–5), 3, 4(map), en el año 1991.